# Liste der Monuments historiques in Sizun
Die Liste der Monuments historiques in Sizun führt die Monuments historiques in der französischen Gemeinde Sizun auf.

## Liste der Bauwerke
| Bezeichnung                                                                     | Beschreibung | Standort         | Kennzeichnung | Schutzstatus | Datum | Bild           |
| ------------------------------------------------------------------------------- | ------------ | ---------------- | ------------- | ------------ | ----- | -------------- |
| Kapelle St-Ildut                                                                |              | Loc-Ildut (Lage) | PA29000097    | Inscrit      | 2015  | weitere Bilder |
| Kirche St-Cadou                                                                 |              | (Lage)           | PA29000096    | Inscrit      | 2015  | weitere Bilder |
| Umfriedeter Pfarrbezirk mit Kirche St-Suliau, Friedhofskapelle und Triumphbogen |              | (Lage)           | PA00090450    | Classé       | 1943  | weitere Bilder |

## Liste der Objekte
- Monuments historiques (Objekte) in Sizun in der Base Palissy des französischen Kultusministeriums